# Kinistino (Saskatchewan)
Kinistino est une ville de la Saskatchewan au Canada.
Kinistino est situé dans le centre-nord de la Saskatchewan. Elle est implantée dans un terroir agricole riche dans la vallée de la rivière Carrot, qui coule à un mile à l'est de la ville. Kinistino est situé à 30 kilomètres (19 mi) au nord-ouest de Melfort sur l'autoroute 3 et à 65 kilomètres (40 mi) au sud-est de Prince Albert.
Sa population était de 671 habitants en 2021.

## Géographie
La ville de Kinistino repose sur un substrat rocheux de schiste dans une zone de couverture maximale de lacs glaciaires.
Kinistino est situé dans le biome du parc Aspen (en). La zone proche est constituée de collines modérées et de tronçons plats. L'excellent sol est parfois entrecoupé de falaises, de trembles et de quelques marécages. Au sud-ouest se trouvent le marais et le lac Waterhen (maintenant drainés et utilisés à diverses fins agricoles), tandis qu'au nord, à environ 32 kilomètres (20 mi), la rivière Saskatchewan et les branches de la fourche nord et sud offrent un bel endroit de forêt de conifères.